# Кампопаљијуоло (Фрозиноне)
Кампопаљијуоло је насеље у Италији у округу Фрозиноне, региону Лацио.
Према процени из 2011. у насељу је живело 38 становника. Насеље се налази на надморској висини од 541 м.